# 冯泗
冯泗又称“冯大将军”，為流行於廣西壯族自治區的道教支派师公教神祇之一。
清光绪二十七年(1901年)武城容日彰手抄本《唱冯泗》道：“冯家原是江南人，来到广西做人臣；来到沼州贵县地，代代当官是将门“，”治大九年是丙辰，五月十八子时生；长到十六学武艺，武艺高强就数他。”后来沼州北山贾风现、韦文秀串兵勇八万反叛朝廷，杀富济贫。冯泗揭里榜平定北山，荣登咐马宝座。当他携公主衣锦还乡路经北山时，原来被他杀害的北山义军的阴魂化为巨彤，把他们统统吃掉。自此变鬼怪妖邪，残害生民，为平息安魂而祭祀为神。